# El César
 (juillet 2018).
Si vous disposez d'ouvrages ou d'articles de référence ou si vous connaissez des sites web de qualité traitant du thème abordé ici, merci de compléter l'article en donnant les références utiles à sa vérifiabilité et en les liant à la section « Notes et références ».
El César est une série télévisée biographique mexicaine diffusée entre le 18 septembre 2017 et le 11 décembre 2017. Elle est inspirée de la vie du légendaire boxeur mexicain Julio César Chávez. La série est produite par Disney Media Distribution Amérique latine, TV Azteca et BTF Media. Elle met en vedette Armando Hernández comme personnage central.

## Synopsis
La série suit la vie de Julio César Chávez. Pendant 13 ans, 11 mois et 14 jours, Julio est resté invaincu à la hauteur de la ferveur populaire et avait tout : famille, renommée, plein d’argent et légions d'adeptes. Cependant, le sommet est aussi haut que sa chute est dure. Ainsi, Julio a accédé à un monde privilégié qui l'a amené à s'engager avec des gangs de trafiquants dangereux, à entretenir des relations amoureuses avec de célèbres stars de la télévision, à côtoyer les plus hautes sphères du pouvoir politique mexicain et à s'engager dans un tourbillon d'alcool et de drogue. Des médicaments qui mettraient fin à sa carrière et, presque, à sa vie. Réhabilité et actif dans la zone du milieu.

## Distribution
- Armando Hernández : Julio César Chávez
- Marcela Guirado : Amalia Carrasco
- Leticia Huijara : Doña Isabel de Chávez
- Gustavo Sánchez Parra : Rodolfo Chávez
- Luis Lesher : Rafael Chávez
- Iazua Larios : Myriam
- Gónzalo Vega Jr. : Julio César Chávez Jr.
- Damayanti Quintanar : Ana
- Maya Zapata : Blanca Santiago
- Julio Bracho : Ángel Gutiérrez
- Héctor Bonilla : Hombre del cigarro
- Iván Cortés : Zurdo Félix
- Alejandra Toussaint : Maggie
- Luis Alberti : Maiko
- Sebastián Buitrón : Chuy
- Andrés Montiel : Salvador Ochoa
- Cecilia Suárez : Tía Hilda
- Álvaro Guerrero : José Sulaiman
- Gimena Gómez : Brisa Rafal
- Rosita Pelayo : Soledad Garduño
- Luis Fernando Peña : Macho Camacho
- Enoc Leaño : Rómulo
- María Aura : Sabina
- Alfonso Borbolla : Bruno Casados
- Rocío Verdejo : Damaris
- Adrián Makala : Mr. Bruke
- Álvaro Guerrero : José Sulaiman
- Raúl Tirado : Búfalo Martín